# Schneckenhof (Burk)
Schneckenhof ist eine Wüstung auf dem Gemeindegebiet von Burk im Landkreis Ansbach (Mittelfranken, Bayern). Schneckenhof lag in der Gemarkung Meierndorf.

## Geografie
Die Einöde befand sich auf einer Höhe von 458 m ü. NHN in der Nähe des Mastes „Signal Wiseth, Südöstl[ich]“, der für Optische Telegrafie genutzt wurde.

## Geschichte
Der Ort wurde Mitte des 19. Jahrhunderts auf dem Grund von Wolfershof gegründet und zunächst als Oberer Wolfershof bezeichnet. 1867 wurde die Einöde erstmals auch als Schnackenhof bezeichnet. Schneckenhof gehörte wie Wolfershof zur Landgemeinde Burk. Nach 1900 wurde der Ort nicht mehr in den amtlichen Verzeichnissen aufgelistet. Da die Angaben zur Zahl der Einwohner und Gebäude auch nicht im Ortsteil Wolfershof miteingeflossen sind, wie aus dem Ortsverzeichnis von 1928 hervorgeht, ist davon auszugehen, dass der Schneckenhof zu dieser Zeit bereits abgebrochen war.

### Einwohnerentwicklung
| Jahr      | 001861 | 001871 | 001885 | 001900 |
| Einwohner | *      | 5      | 4      | 3      |
| Häuser    |        |        | 1      | 1      |
| Quelle    | [ 3 ]  | [ 6 ]  | [ 7 ]  | [ 8 ]  |

## Religion
Der Ort war evangelisch-lutherisch geprägt und nach St. Wenzeslaus (Wieseth) gepfarrt.

## Weblink
- Schneckenhof in der Ortsdatenbank des bavarikon, abgerufen am 19. August 2021.